# Rituximab
Rituximab, venut sota la marca Rituxan entre d'altres, és un medicament usat per a tractar determinades malalties autoimmunitàries i alguns tipus de càncer. Es fa servir per al limfoma no hodgkinià, la leucèmia limfocítica crònica, l'artritis reumatoide, la granulomatosi amb poliangiïtis, la púrpura trombocitopènica idiopàtica, el pèmfig vulgar, la miastènia gravis i les aftes positives pel virus d'Epstein-Barr. S'administra per via intravenosa.
Els efectes secundaris més comuns, que sovint ocorren dos hores després d'injectar el medicament, inclouen erupcions, coïssor, hipotensió arterial, i falta d'aire. Altres efectes més greus són la reactivació del virus de l'hepatitis B en persones prèviament infectades, la leucoencefalopatia multifocal progressiva, i la necròlisi epidèrmica tòxica, entre d'altres No queda clar si és segur durant l'embaràs per al fetus i el nadó; només hauria d'administrar-se a dones embarassades si els beneficis de la seva administració superen els riscos.
El rituximab és un anticòs monoclonal quimèric contra la proteïna CD20, (de l'anglès cluster of differentiation 20) que es troba principalment en la superfície dels limfòcits B. Quan es lliga a aquesta proteïna, inicia la mort cel·lular.
Va rebre l'autorització d'ús mèdic en 1997 i és un fàrmac inclòs en la Llista model de Medicaments essencials de l'Organització Mundial de la Salut. La patent es va exhaurir en 2016, i uns quants biosimilars s'han desenvolupat

## Usos mèdics
Rituximab destrueix els limfòcits B tant malignes com normals que expressen CD20 en la seua superfície, i per això es fa servir en malalties que es caracteritzen per l'activitat anormal d'aquestes cèl·lules.
S'utilitza combinat amb la fludarabina i la ciclofosfamida per a tractar la leucèmia limfocítica crònica CD20+. En combinació amb el metotrexat tracta l'artritis reumatoide moderada o greu amb una resposta inadequada a un o més inhibidors del TNF. Amb combinació amb glucocorticoides tracta la granulomatosi amb poliangiïtis i la poliangiïtis microscòpica.
Amb combinació amb la hialuronidasa humana, comercialitzada amb els noms MabThera SC i Rituxan Hycela, es tracta el limfoma fol·licular, el limfoma difús de cèl·lules B grans, i la leucèmia limfocítica crònica.

### Càncers de la sang
El rituximab s'utilitza per a tractar els càncers de la sang com la leucèmia i el limfoma, incloent el limfoma no hodgkinià, la leucèmia limfocítica crònica, i el subtipus amb predomini limfocític del limfoma de Hodgkin. Açò també inclou la macroglobulinèmia de Waldenström, una mena de limfoma no hodgkinià.

### Malalties autoimmunitàries
El rituximab va mostrar-se efectiu com a tractament de l'artritis reumatoide en tres assajos clínics aleatoritzats i té una llicència d'ús per a casos refractaris d'aquest malaltia. Als Estats Units, ha estat aprovat per l'FDA amb combinació del metotrexat (MTX) per a reduir signes i símptomes en pacients adults amb artritis reumatoide activa de moderada a severa que ha tingut una resposta inadequada a més d'un tractament anti-TNF. A Europa, la llicència és una mica més restrictiva: té llicència per a l'ús combinat amb MTX en pacients amb RA activa i severa que han tingut una resposta inadequada a més d'una teràpia anti-TNF.
Hi ha evidència de l'eficàcia, encara que no necessàriament de la seguretat en un rang d'altres malalties autoimmunitàries, i el rituximab s'utilitza amplament fora d'autorització per a tractar casos difícils d'esclerosi múltiple, lupus eritematós sistèmic, poliradiculoneuropatia desmielinitzant inflamatòria crònica i anèmies autoimmunitàries. L'efecte secundari més perillós (encara que dels més estranys) és la leucoencefalopatia multifocal progressiva (LMP) causada per una infecció, normalment fatal; no obstant això només s'han registrat una minoria dels casos en malalties autoimmunitàries.
Altres malalties autoimmunitàries que s'han tractat amb rituximab inclouen l'anèmia hemolítica autoimmunitària, l'aplàsia pura de l'eritròcit, la púrpura trombocitopènica trombòtica (PTT), la púrpura trombocitopènica idiopàtica (PTI), la síndrome d'Evans, les vasculitis (per exemple, la granulomatosi amb poliangiïtis), trastorns de la pell (com el pèmfig o altres dermatosis ampul·lars, amb molts bons resultats d'una cura aproximada del 85 per cent en el pèmfig, segons un estudi de l'any 2006), la diabetis mellitus tipus 1, la síndrome de Sjögren, l'encefalitis per anticossos contra el receptor d'NMDA5, la neuromielitis òptica, l'oftalmopatia de Graves, la pancreatitis autoimmunitària, l'atàxia opsoclona-mioclona (AOM), i la malaltia relacionada amb IgG4. No se n'ha demostrat l'efectivitat per al tractament de les malalties autoimmunitàries relacionades amb la IgA.

### Trasplantaments d'òrgans
El rituximab es fa servir fora de llicència per a gestionar els trasplantaments de ronyó. Aquest medicament pot ser útil en trasplantaments entre persones amb grups sanguinis incompatibles. També s'utilitza com a teràpia d'inducció en pacients molt sensibles que procediran al trasplantament. No s'ha demostrat l'eficàcia del rituximab en aquest àmbit, i com qualsevol altre agent preparador, comporta un risc d'infecció.

## Efectes adversos
Els efectes adversos més seriosos, que poden causar mort i discapacitat, inclouen:
- Reaccions en el lloc d'administració i síndrome d'alliberament de citocines.
- Aturada cardiorespiratòria
- Síndrome de la lisi tumoral, causant Insuficiència renal aguda
- Infeccions
  - Reactivació del virus de l'hepatitis B
  - leucoencefalopatia multifocal progressiva (LMP) causada per la reactivació del virus JC[31]
  - Altres infeccions virals
- Toxicitat en el sistema immunitari, ja que destrueix del 70 al 80% de les cèl·lules B dels pacients amb limfoma
- Toxicitat pulmonar, obstrucció i perforació gastrointestinal[32][33]

Dos pacients de lupus eritematós sistèmic van morir per leucoencefalopatia multifocal progressiva (LMP) després del tractament amb rituximab. La LMP és causada per la reactivació del virus JC, un virus comú en el cervell que és normalment latent. La reactivació del virus JC normalment resulta en mort o en dany greu al cervell. Almenys un pacient amb artritis reumatoide va desenvolupar LMP després del tractament amb rituximab.
Se sospita de la contribució del rituximab com un dels cofactors en una infecció crònica per hepatitis E en un pacient de limfoma. Atès que la infecció pel virus de l'hepatitis E és normalment aguda, el medicament combinat amb el limfoma podria haver baixat la resposta immunitària del cos al virus.

## Mecanismes d'acció

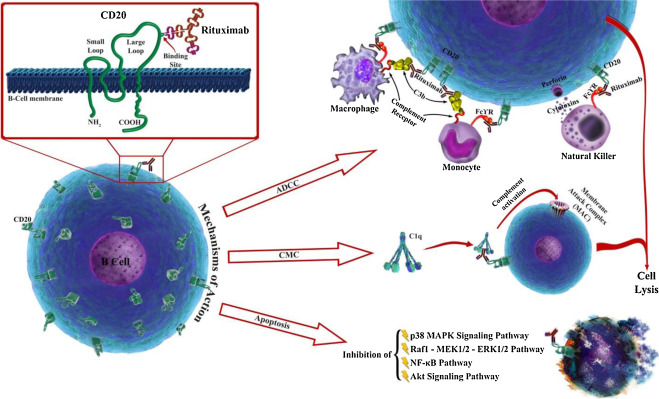
Mecanismes d'acció del rituximab; els tres principals mecanismes d'acció independents són (1) citotoxicitat mediada per cèl·lules dependents dels anticossos (2) citotoxicitat mediada pel complement (CMC) i (3) apoptosi; el panell inferior mostra una imatge esquemàtica de CD20 i el rituximab.

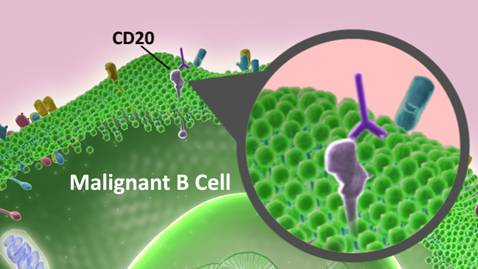
Rituximab lligant a CD20. Les proteïnes CD20 es sobresurten de la cèl·lula membranosa, i rituximab, l'anticòs amb forma d'Y, les lliga a les proteïnes CD20.

L'anticòs es lliga a la proteïna de la superfície cel·lular CD20. CD20 s'expressa amplament en els limfòcits B, des de les pre-cèl·lules fins a després en la diferenciació, però és absent en els plasmòcits completament diferenciats. Encara que la funció del CD20 és desconeguda, potser que tinga un rol en l'influx de Ca2+ entre les membranes plasmàtiques, mantenint la concentració de calci intracel·lular i permetent l'activació de les cèl·lules B.
El rituximab és relativament inefectiu eliminant les cèl·lules amb nivells baixos de CD20 en la superfície cel·lular. Té una tendència a enganxar-se a un dels costats de les cèl·lules B, on es troba el CD20, formant un tap i atraent les proteïnes a aquest costat. La presència del tap canvia l'efectivitat de les cèl·lules NK en destruir aquestes cèl·lules B. Quan una cèl·lula NK s'enganxa al tap, té un èxit del 80 per cent per a eliminar la cèl·lula. En canvi, quan la cèl·lula B no té aquest clúster de proteïnes asimètric, només era matada un 40% de les vegades.
S'han descobert els següents efectes:
- La porció Fc del rituximab media la citotoxicitat mediada per cèl·lules dependents dels anticossos i la citotoxicitat mediada pel complement.
- Rituximab té un efecte regulador general del cicle cel·lular.
- L'eliminació preferencial de les cèl·lules B malignes amb nivells alts de CD20 i una propensió alta de comunicar el gen BCR, especialment en la leucèmia limfocítica crònica (LLC).
- Augmenta el MHC II i les molècules d'adhesió LFA-1 i LFA-3 (antigen associat a la funció del limfòcit).
- Provoca l'expressió de CD23.
- Regula descendent el receptor de la cèl·lula B.
- Indueix l'apoptosi de les cèl·lules CD20+.

L'efecte combinat resulta en l'eliminació de les cèl·lules B (incloent les canceroses) del cos, permetent la generació d'una nova població de cèl·lules B sanes des de les cèl·lules mare limfoides.
El rituximab lliga als aminoàcids 170-173 i 182-185 del CD20, que se situen pròxim entre ells com a resulta d'un lligam de disulfur entre els aminoàcids 167 i 183.

## Història
El rituximab va ser desenvolupat pels investigadors Nabil Hanna, Mitchell Reff, i els treballadores de l'empresa IDEC Pharmaceuticals amb el nom investigacional de IDEC-C2B8. La patent del medicament als Estats Units es va registrar en 1998 i va expirar en 2015.
Segons la seua seguretat i efectivitat en assajos clínics, el rituximab va ser aprovat per la Food and Drug Administration en 1997 per a tractar el limfoma no hodgkinià de cèl·lules B resistent a altres règims quimioteràpeutics. En combinació amb el règim CHOP és molt superior a només CHOP en el tractament del limfoma difús de cèl·lules B grans i molts altres limfomes de cèl·lules B. L'any 2010 va ser aprovat per la Comissió Europea per a la teràpia de manteniment després del tractament inicial del limfoma fol·licular.
En l'actualitat es comercialitza conjuntament per Biogen i Genentech als EUA, per Hoffmann-La Roche al Canadà i la Unió Europea; per Chugai Pharmaceuticals, Zenyaku Kogyo al Japó i AryoGen en Iran.
L'any 2014 Genentech va reclassificar el Rituxan com un medicament d'especialitat, una mena de medicaments que només es troben disponibles a través de determinats distribuïdors als Estats Units. Com que determinats descomptes ja no hi aplicaven, els hospitals han de pagar-hi més.
Originalment es trobava disponible a través d'injecció intravenosa (amb un temps d'administració de 2.5 hores). En 2016 va adquirir una llicència d'ús subcutani per a la leucèmia limfocítica crònica.
Les patents del medicament van expirar en Europa en febrer de 2013 i als Estats Units en setembre de 2016. Des de novembre de 2018, diversos biosimilars s'han aprovat als EUA, Índia, la Unió Europea, Suïssa, el Japó i Austràlia.

## Investigació

### Síndrome de la fatiga crònica
El rituximab no va millorar els símptomes de pacients amb síndrome de fatiga crònica en un estudi publicat en 2019. Un 22% dels participants van patir conseqüències greus. La investigació d'aquest potencial ús es va donar després que dos pacients de càncer tractats amb rituximab milloraren en la fatiga crònica.

### Intratecal
Per a malalties del SNC, el rituximab es podria administrar per via intratecal i aquesta possibilitat s'està estudiant.